# Stillman Drake
Stillman Drake (* 24. Dezember 1910; † 6. Oktober 1993) war ein kanadischer Wissenschaftshistoriker, der vor allem als Forscher über Galileo Galilei bekannt ist. Er hat insgesamt über 131 Bücher, Artikel und Buchkapitel über ihn publiziert und auch Werke von Galilei neu herausgegeben.
1967 wurde er Professor an der University of Toronto, wo er für den Rest seiner Karriere als Wissenschaftshistoriker blieb. Davor war er nicht an der Universität, sondern Finanzberater, hatte während dieser Zeit aber schon Übersetzungen von Galileis Werken herausgegeben.
Als Galilei-Forscher ist er vor allem für das Auffinden von Galileis Versuchsprotokollen und die Rekonstruktion seiner Experimente bekannt. Er widerlegte damit die damals vorherrschenden Ansichten wie die des bekannten Wissenschaftshistorikers Alexandre Koyré, Galilei sei überwiegend theoretisch vorgegangen, die von Galilei in seinen Büchern erwähnten Experimente seien also überwiegend Gedankenexperimente gewesen.
1981 wurde er in die American Academy of Arts and Sciences aufgenommen. 1988 wurde er mit der George-Sarton-Medaille ausgezeichnet.
Seine Sammlung von Galileana ist in der Thomas J. Fischer Rare Book Library der Universität Toronto.

## Schriften (Auswahl)
- als Übersetzer und Herausgeber: Galilei: Dialogue Concerning the Two Chief World Systems, Ptolemaic & Copernican. Foreword by Albert Einstein. University of California Press, Berkeley CA u. a. 1953.
- als Übersetzer und Herausgeber: Discoveries and Opinions of Galileo. Doubleday & Company, New York NY 1957 (Auswahl aus Galileis Schriften).
- als Herausgeber mit Charles D. O’Malley: The Controversy on the Comets of 1618. Galileo Galilei, Horatio Grassi, Mario Guiducci, Johann Kepler. University of Pennsylvania Press, Philadelphia PA 1960.
- als Übersetzer: Galilei: The Assayer. In: Stillman Drake, Charles D. O’Malley (Hrsg.): The Controversy on the Comets of 1618. Galileo Galilei, Horatio Grassi, Mario Guiducci, Johann Kepler. Introduction, Translations, and Notes by. University of Pennsylvania Press, Philadelphia PA 1960, S. 151–336.
- als Übersetzer und Herausgeber mit Israel E. Drabkin: Mechanics in Sixteenth-Century Italy. Selections from Tartaglia, Benedetti, Guido Ubaldo, and Galileo (= Publications in Medieval Science. Bd. 13). University of Wisconsin Press, Madison, WI u. a. 1969, ISBN 0-299-05100-5.
- Galileo’s Discovery of the Laws of Free Fall. In: Scientific American. Bd. 228, Nr. 5, May 1973, S. 84–92, doi:10.1038/scientificamerican0573-84.
- als Übersetzer und Herausgeber: Galilei: Two New Sciences. Including Centers of Gravity & Force of Percussion. University of Wisconsin Press, Madison WI 1974, ISBN 0-299-06404-2.
- mit James MacLachlan: Galileo’s Discovery of the Parabolic Trajectory. In: Scientific American. Bd. 232, Nr. 3, March 1975, S. 102–110, doi:10.1038/scientificamerican0375-102.
- Galileo At Work. His Scientific Biography. University of Chicago Press, Chicago IL u. a. 1978, ISBN 0-226-16226-5.
- Newton’s Apple and Galileo’s Dialogue. In: Scientific American. Bd. 243, Nr. 2, August 1980, S. 150–156, doi:10.1038/scientificamerican0880-150.
- mit Charles Thomas Kowal: Galileo’s Sighting of Neptune. In: Scientific American. Bd. 243, Nr. 6, December 1980, S. 74–81, doi:10.1038/scientificamerican1280-74.
- Galileo. Pioneer Scientist. University of Toronto Press, Toronto u. a. 1990, ISBN 0-8020-2725-3.
- Galilei (in der Reihe Meisterdenker), Freiburg: Herder 1999, Wiesbaden, Panorama Verlag 2004.
- Galilei – a very short introduction, Oxford University Press 2001.